# Dick Hebdige
Dick Hebdige, né en 1951,  est un sociologue et chercheur en communication britannique. Il est surtout connu pour ses études sur les sous-cultures (subcultures), leurs résistances et leurs récupération par la société mainstream. 

## Biographie
Il fit sa maîtrise au Centre for Contemporary Cultural Studies (en) (CCCS), de Birmingham, dit également École de Birmingham. Il est actuellement professeur de cinéma et d'arts plastiques, ainsi que directeur du centre interdisciplinaire de sciences humaines de l'Université de Californie, à Santa Barbara.

## Principaux ouvrages

### Sous-cultures: le Sens du Style(1979)
Dans Subculture: The Meaning of Style, paru pour la première fois en 1979, et traduit en français par Sous-culture: le Sens du Style, il constitue le premier travail sur les sous-cultures juvéniles sous l'angle des cultural Studies. Bien qu'une grande part de cette recherche porte sur la relation entre sous-cultures et classes sociales, Hedbige emprunte une nouvelle voie en les interprétant sur le plan du dialogue interculturel entre jeunesse indigène britannique et jeunesse immigrée. Il soutient que le punk émergea, dans les années 1970, comme principal style pour les Blancs au même moment que la jeunesse noire affirme son identité, en réponse aux discriminations de la société britannique. En décrivant d'abord l'homologie, la correspondance entre les différents aspects de ces sous-cultures (vêtements, coiffures, musiques, drogues), Hebdige avance que ce punk londonien de 1976-1977 emprunte à toutes les sous-cultures précédentes (...)